# Lampanyctus crocodilus
Il pesce lanterna coccodrillo (Lampanyctus crocodilus) è un pesce abissale della famiglia Myctophidae.

## Distribuzione e habitat
Si incontra nel mar Mediterraneo e nell'Oceano Atlantico settentrionale fino al 50º parallelo nord. È comune nei mari italiani, tranne nell'Adriatico dove è raro. Nonostante la sua frequenza spiaggia raramente sulle rive dello stretto di Messina.
Ha abitudini pelagiche e si trova in acque libere in corrispondenza di fondali molto profondi. Si incontra fino a 2000 metri e mai sopra i 400.

## Descrizione
Rispetto agli altri pesci lanterna, questa specie ed il simile pesce lanterna minore hanno una caratteristica grande bocca che supera di un lungo tratto l'occhio che da loro un aspetto "da acciuga". Sono comunque necessari i caratteri dei fotofori per avere un'identificazione certa, (per la legenda dei fotofori vedere la voce Myctophidae). In questa specie il quarto POL è situato più in alto degli altri e sembra quasi un secondo fotoforo POL. Sono presenti sia le Gs che le Gi in entrambi i sessi. Le pinne pettorali sono lunghe fino almeno al bordo posteriore della pinna dorsale, anche le ventrali sono lunghe. La pinna adiposa porta un fotoforo. La pinna caudale ha i primi raggi sia sopra che sotto trasformati in spine. Tra l'occhio e l'opercolo sono presenti tre fotofori.
Il colore è bruno nero con fianchi argentei.
È uno dei più grandi Mictofidi conosciuti, raggiunge una lunghezza di 30 cm.

## Riproduzione
Avviene durante tutto l'anno. Le larve vivono in acque superficiali.

## Pesca
Avviene solo occasionalmente, durante la pesca a strascico. Le carni sono buone anche se non commerciate.